# Scenopinus stegmaieri
Scenopinus stegmaieri är en tvåvingeart som beskrevs av Kelsey 1974. Scenopinus stegmaieri ingår i släktet Scenopinus och familjen fönsterflugor. Inga underarter finns listade i Catalogue of Life.